# Katolikus–Zsidó Kapcsolatok Nemzetközi Bizottsága
A Katolikus–Zsidó Kapcsolatok Nemzetközi Bizottsága (angolul Catholic-Jewish Liaison Committee) az Apostoli Szentszék és nemzetközi zsidó szervezetek létrehozta és működtette bizottság a katolikusok és zsidók közti párbeszéd és béke előremozdítására.

## Története
Alapjait a II. vatikáni zsinat Nostra aetate („Korunkban”) kezdetű, 1965. október 28-án kiadott nyilatkozata teremtette meg, amely elítélte az antiszemitizmus minden formáját, új összefoglalását adta a katolikus egyház és a zsidók közti kapcsolatok teológiai értelmezésének, és párbeszédre hívott fel. 1990-ben a Bizottság prágai nyilatkozatában
az antiszemitizmust „Isten és emberiség elleni véteknek” nevezte.
A Bizottság felállítását 1970. december 20. és december 13. közt tartott közös ülésén Rómában határozta el a Vallásközi Konzultációk Nemzetközi Zsidó Bizottsága és a vatikáni Katolikus-Zsidó Kapcsolatok Irodája.

## Ülései
A Bizottság első ülésére Párizsban került sor 1971. december 14. és december 16. között.

### Fokváros
Az utolsó ülést 2006. november 4. és november 7. közt Fokvárosban tartották. Az ülés egészségügyi kérdésekre koncentrált, különös tekintettel az AIDS pusztítására. A közös nyilatkozat szerint a zsidó és katolikus hagyományok a megelőzés stratégiáit tekintve különbözőek, de mindkét fél a szenvedők megsegítésére hívott fel és elítélte a betegségben szenvedők megbélyegzését.
"Nagy figyelmet kaptak annak a tendenciának az okai, hogy az érintetteket megbélyegzik, és olyan vallási tanítások szükségessége, amelyek hangsúlyozzák, hogy minden ember megsérthetetlen méltóság hordozója, hiszen Isten saját képére teremtetett. Ezt a méltóságot sohasem veszthetik el, tekintet nélkül körülményeikre, egyéni helyzetükre" - fogalmazott a konferencia nyilatkozata.
A nyilatkozat elítélte a holokauszt tagadását, elismerte Izrael állam jogát a biztonságra és a békére, felhívta a figyelmet a radikális fundamentalista retorika terjedésének veszélyeire és megvitatta annak módjait is, hogy a párbeszédbe bevonják az Iszlám követőit is.

### Budapest
A Bizottság 2008. november 9. és 12. között Budapesten tartotta 20. ülését. A nyitónapon megemlékeztek a Kristályéjszaka néven hírhedtté vált németországi zsidóellenes erőszakhullám 70. évfordulójáról.
„Az ILC elismeri a képviseleti demokrácia pozitív értékeit, ugyanakkor hangsúlyozza az állam felelősségét a közösségek védelmezésében a szélsőségekkel szemben, beleértve az érzéketlenséget a vallási és erkölcsi hagyományok értékei iránt. A Bizottság vallási vezetői arra hívják a két vallás követőit, hogy vállaljanak szerepet a tisztelet és a közös egyetértés előmozdításában. A vallás szabadságát az egyének és a közösségek számára is biztosítaniuk kell az egyházi és a polgári hatóságoknak. Katolikusoknak és zsidóknak erkölcsi kötelezettségük demonstrálni a vallásos felelősséget a társadalomért, és a jövő generációját a vallásos értékekre oktatni. Ez különösen fontos a mai időkben, amikor idegengyűlölő, rasszista és antiszemita megnyilvánulások jelennek meg Közép-Kelet-Európa különböző részein. Az ILC továbbra is elítéli a vallásilag motivált erőszakot, és különös figyelmet szentel a keresztények elleni kirohanásoknak Indiában és Irakban, valamint a Közép-Keleten megjelenő antiszemita megnyilvánulásoknak” - írta nyilatkozatában a Bizottság.

## Külső hivatkozások
- A Bizottság üléseinek és témáinak kronológiája (angolul)